# Ensemble De Pauw
L'ensemble De Pauw (signifiant en français : Le Paon) est une suite de trois immeubles réalisés par les architectes August Cols et Alfried Defever dans le style Art nouveau à Anvers en Belgique (région flamande).

## Histoire
Les maisons ont été construites en 1900 pour la Naamlooze Maatschappij voor het Bouwen van Burgershuizen in het Oostkwartier (société anonyme pour la construction des maisons dans le quartier est) par le duo d'architectes August Cols et Alfried Defever qui a réalisé ensemble de nombreux immeubles à Anvers. 
Elles sont classées et reprises sur la liste des monuments historiques de Berchem depuis le 11 avril 1984.

## Situation
Ces maisons se situent aux nos 8, 10 et 12 de Waterloostraat, une artère résidentielle du quartier de Zurenborg à Berchem au sud-est d'Anvers comptant de nombreuses autres réalisations de style Art nouveau comme la maison La Bataille de Waterloo (Huis De Slag van Waterloo) au no 11 ou la maison Napoléon au no 30. La maison située au no 8 jouxte la maison Herfst de l'ensemble Herfst, Winter, Zomer en Lente construit l'année précédente par Jos Bascourt..

## Description
Il s'agit d'un ensemble de trois maisons individuelles de trois niveaux (deux étages) et de deux ou trois travées chacune. De style Art nouveau, elles sont à la fois semblables et différentes. Les matériaux utilisés sont semblables pour les trois maisons mais le positionnement et la grandeur des baies et les ornements en panneaux de céramiques sont différents. Le soubassement en pierre de taille des trois façades est surmonté de quelques lignes de moellons de grès. Le reste des façades est élevé en brique jaune. Neuf bandeaux de pierre blanche rythment et unifient les trois façades. 
La maison de gauche (no 12) possède un oriel avec toiture à quatre pans placé originellement au second étage de la travée de gauche ainsi que deux céramiques semi-circulaires représentant des bustes de femmes. 
La maison du milieu (no 10), à la façade un peu plus haute et légèrement avancée, comporte un important oriel au premier étage, un couronnement en épi semi-circulaire en fer forgé dominant la corniche et quatre panneaux de céramiques en demi-cercles. Celui du premier étage reprend le même thème qu'au no 12 (buste féminin) alors que les trois autres, plus petits, représentant des oiseaux dont un perroquet.
La maison de droite (no 8) ne possède pas d'oriel mais un balcon en fer forgé reposant sur quatre consoles en fer forgé ouvragé et un grand panneau rectangulaire de céramiques où figure un paon entouré de tournesols et de roses. Le paon se traduit en néerlandais par De Pauw qui a donné son nom à cet ensemble.

## Galerie

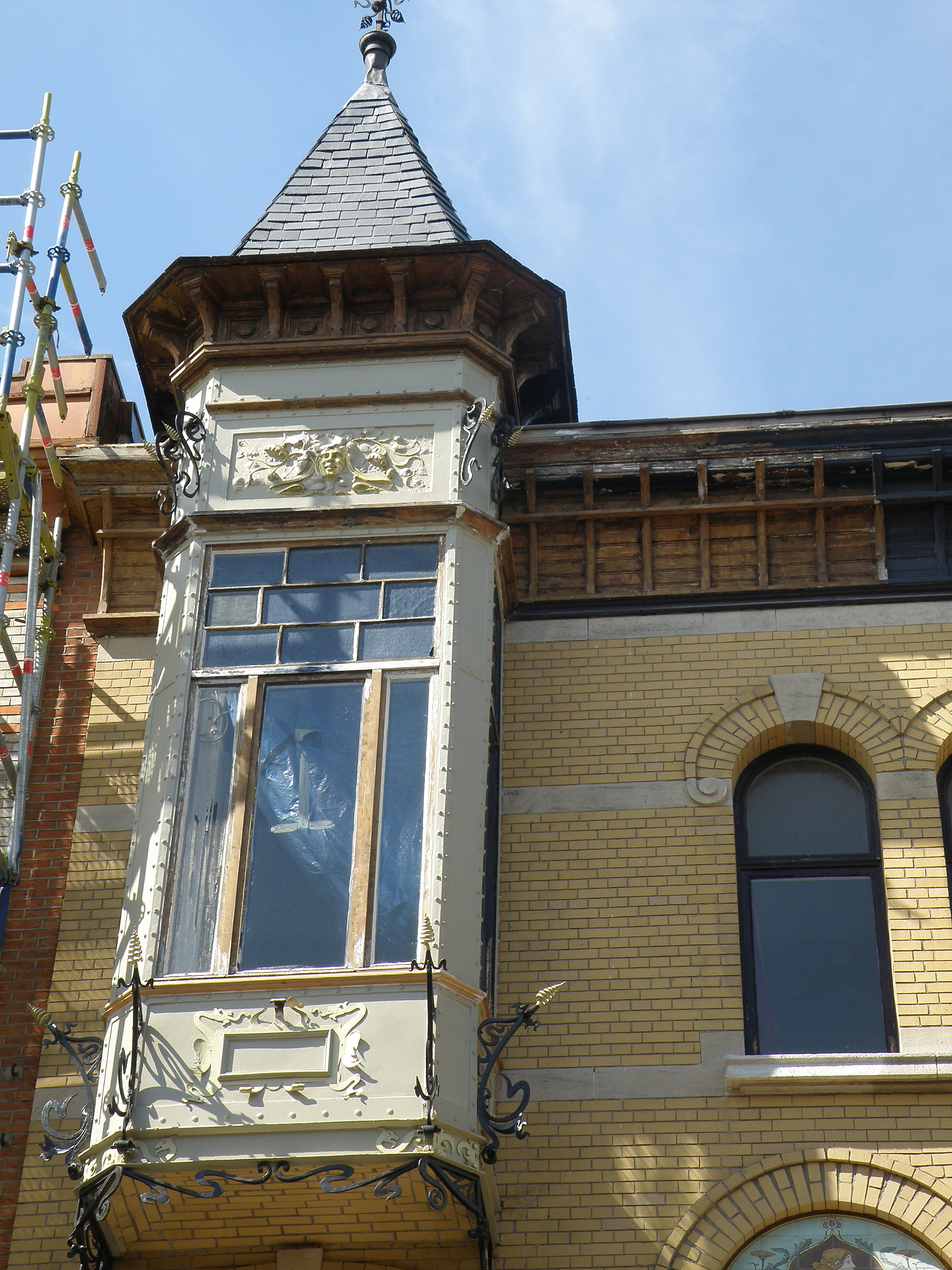
no 12
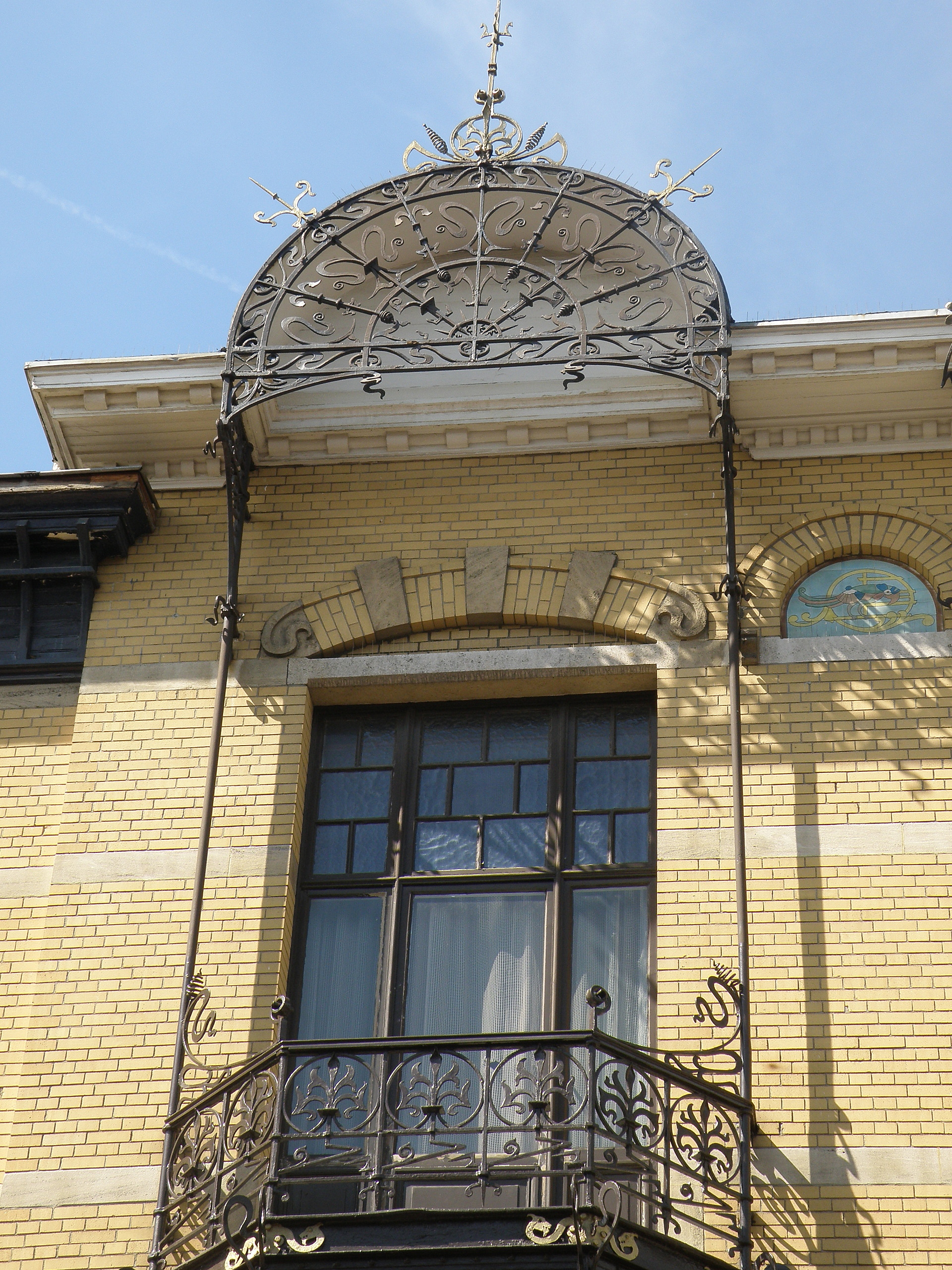
no 10
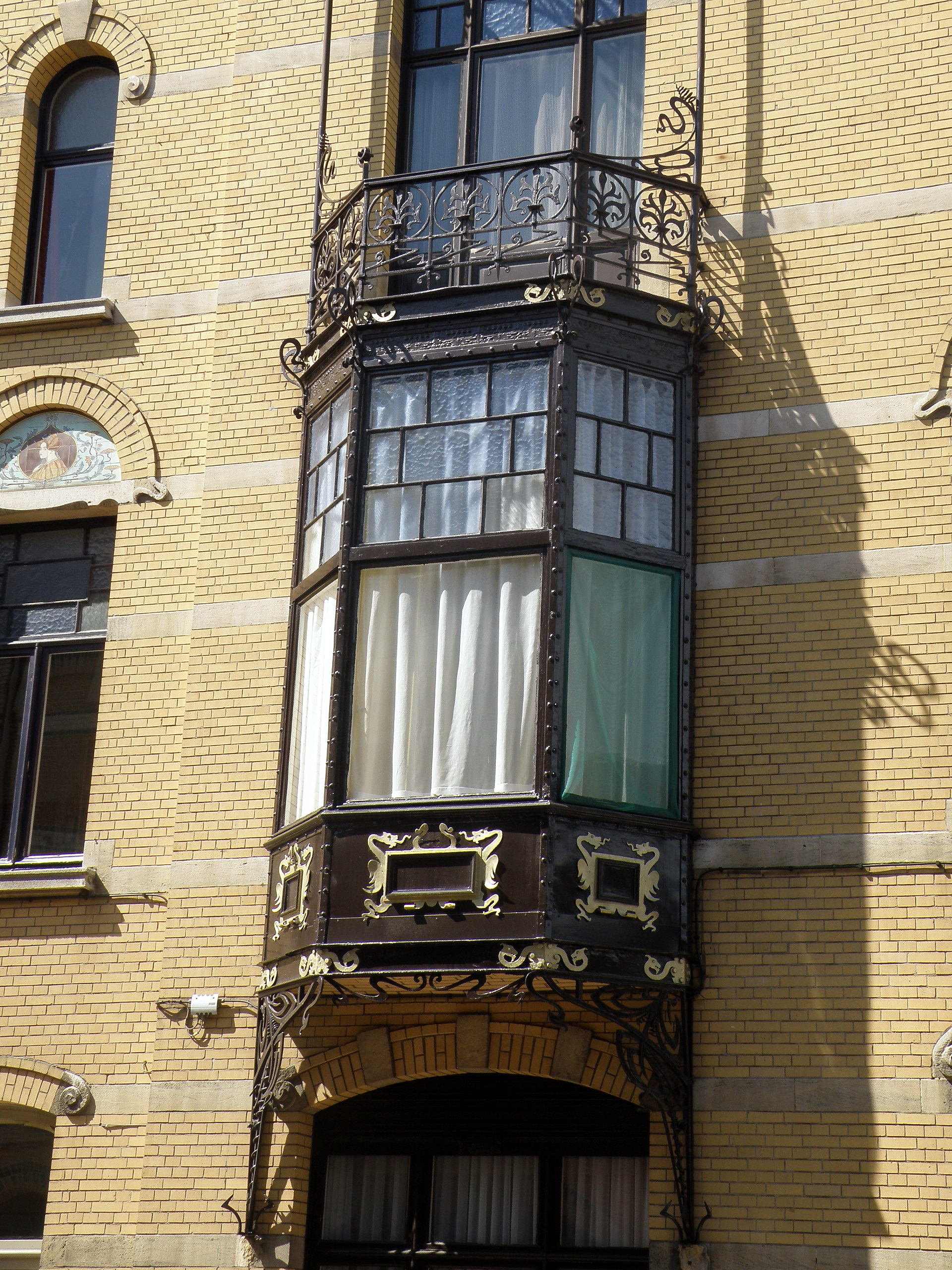
no 10
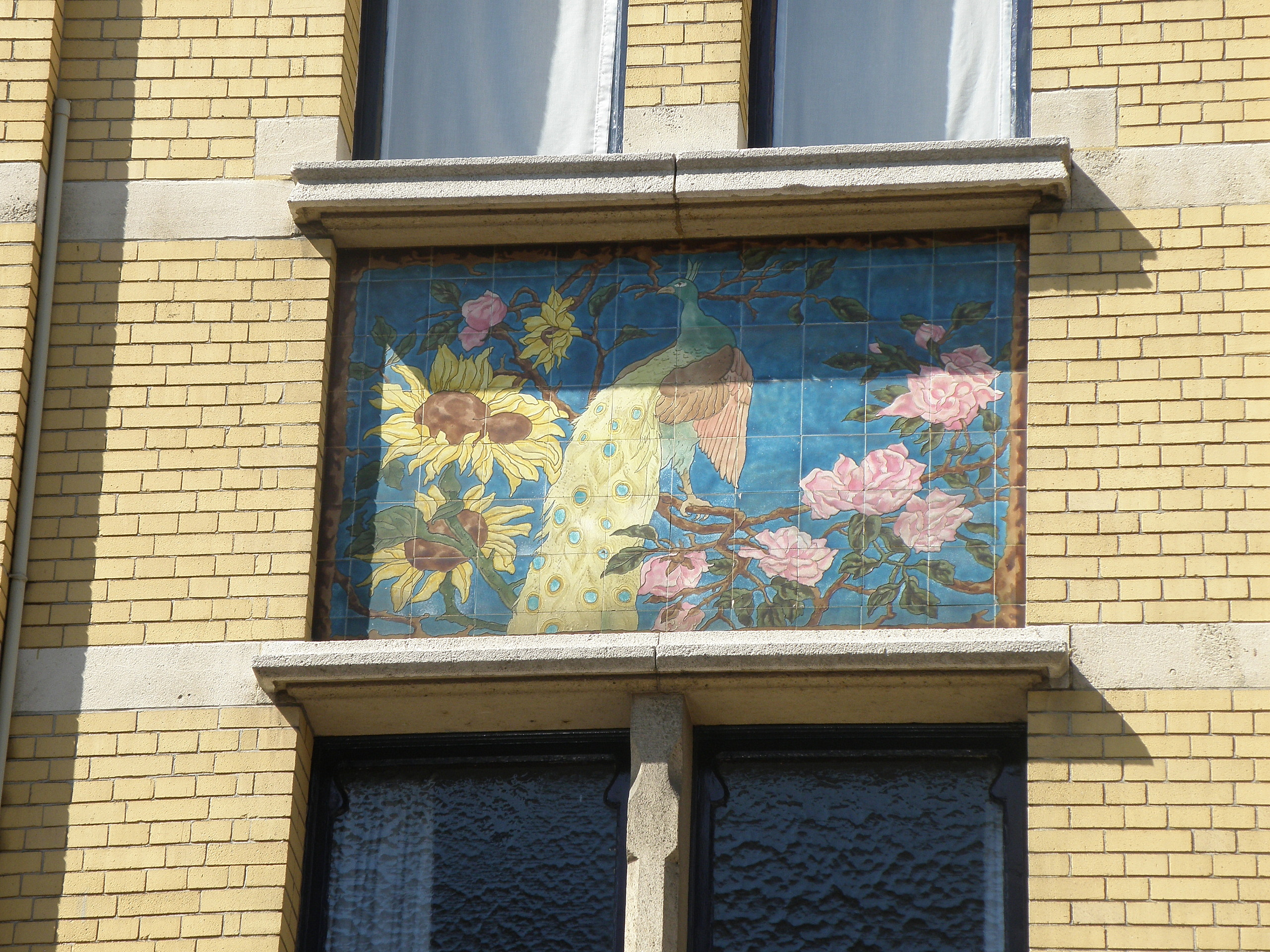
no 8

## Source
- (nl) https://inventaris.onroerenderfgoed.be/erfgoedobjecten/11153